# پال هریسون (بازیکن فوتبال)
پال هریسون (انگلیسی: Paul Harrison؛ زادهٔ ۱۸ دسامبر ۱۹۸۴) یک بازیکن فوتبال اهل بریتانیا است.